# Anselme Lanturlu
Pour les articles homonymes, voir Anselme.
 (août 2020).
Anselme Lanturlu est un personnage de bande dessinée créé par le scientifique français Jean-Pierre Petit. La série a été initialement publiée par les éditions Belin. Les récits des aventures de ce personnage curieux et candide sont un prétexte à la vulgarisation scientifique dans des domaines allant de la physique à l'informatique. Anselme Lanturlu est accompagné par la charmante Sophie qui le guide dans ses démarches tout en le laissant chercher, ainsi que par trois animaux très savants : Léon le pélican, Max l'oiseau et Tirésias l'escargot. Les albums sont émaillés de rencontres avec des personnages de savants souvent connus et de diverses époques (Einstein ou Jean-Marie Souriau par exemple).
Cette série est née de nombreux dessins que l'auteur avait dû créer pour arriver à enseigner les sciences physiques et la géométrie à des étudiants en philosophie à la faculté d'Aix-en-Provence[réf. souhaitée].
Le niveau du lectorat visé est très divers : certains albums peuvent être compris par des collégiens, la plupart par des bacheliers scientifiques, quelques-uns nécessitent un premier niveau universitaire en mathématiques.

## Diffusion des ouvrages
Les éditions Belin ont publié quatorze albums. Quatre autres, refusés par Belin, ont été publiés par les éditions Présence.
À partir de 1980, la série a été commercialisée dans plusieurs langues :
- en français,
- en anglais : The Adventures of Archibald Higgins (2 éditions anglaise et américaine),
- en allemand : Die Abenteuer des Anselm Wüßtegern,
- en finnois : Anselmi Veikkonen seikkailee,
- en italien : Le avventure di Anselmo[2],[3],
- en portugais : As aventuras de Anselmo Curioso,
- en russe : приключения Ансельмa Лантюрлю[4],
- en polonais : Przygody Anzelma Roztropka,
- en esperanto : La aventuroj de Anselmo Lanturlup aux éditions Monda Asembleo Socia  (ISBN 978-2369600350),
- mais aussi en japonais (2 albums), et en farsi (l'album Tout est relatif avec le costume de Sophie redessiné comme dans l'édition américaine).

En 2011, les éditions Astropress (Biel-Bienne, Suisse) ont publié une nouvelle édition compilant la plupart des albums en plusieurs langues.[pertinence contestée] :
- The Scientific Comics of Jean-Pierre Petit  (ISBN 9781446775141 et 978-1446777138)
- Die Wissenschaftlichen Comics von Jean-Pierre Petit  (ISBN 9781447535751)
- Les Bandes Dessinées Scientifiques de Jean-Pierre Petit  (ISBN 9781446799062)
- Le Bande Designate Scientifici Di Jean-Pierre Petit  (ISBN 978-1447542131)

## Les aventures d'Anselme Lanturlu
1. Le géometricon, Belin, Paris, 1979, 1980  (ISBN 2-7011-0372-X) : géométrie des espaces courbes
2. Si on volait ?, Belin, Paris, 1980  (ISBN 2-7011-0368-1), retitré par l'auteur L'aspirisouffle : mécanique des fluides subsoniques
3. L'informagique, Belin, Paris, 1980  (ISBN 2-7011-0376-2) : initiation à l'informatique
4. Le trou noir, Belin, Paris, 1981  (ISBN 2-7011-0389-4) : relativité générale
5. Tout est relatif, Belin, Paris, 1981  (ISBN 2-7011-0388-6) : relativité restreinte
6. Big bang, Belin, Paris, 1982  (ISBN 2-7011-0390-8) : genèse de l'Univers
7. À quoi rêvent les robots ?, Belin, Paris, 1982  (ISBN 2-7011-0456-4) : robotique
8. Le mur du silence, Belin, Paris, 1983  (ISBN 2-7011-0467-X) : magnétohydrodynamique
9. Elle court, elle court, l'inflation, Belin, Paris, 1983  (ISBN 2-7011-0485-8), retitré par l'auteur L'économicon : économie
10. Énergétiquement vôtre, Belin, Paris, 1984  (ISBN 2-7011-0494-7) : nucléaire
11. Cosmic story, Belin, Paris, 1985  (ISBN 2-7011-0489-0) : histoire des idées en cosmologie
12. Le topologicon, Belin, Paris, 1985  (ISBN 2-7011-0466-1) : topologie
13. Mille milliards de soleils !, Belin, Paris, 1986  (ISBN 2-7011-0469-6) : astrophysique
14. Et pour quelques ampères de plus, Belin, Paris, 1989  (ISBN 2-7011-1277-X) : électromagnétisme

## Les nouvelles aventures d'Anselme Lanturlu
1. Le Logotron, Présence (Sisteron), 1990 -  (ISBN 2-901696-52-X) : linguistique et logique (théorie de Gödel) ; à ne pas confondre avec "Le Logotron informatique" du même auteur, livre d'initiation à la programmation en Basic paru aux éditions du P.S.I. en 1984[5]
2. Joyeuse apocalypse, Présence (Sisteron), 1990 -  (ISBN 2-901696-53-8) : histoire des principes technologiques des armes depuis la préhistoire
3. Le chronologicon, Présence (Sisteron), 1990 -  (ISBN 2-901696-54-6) : le temps en cosmologie
4. Opération Hermès, Présence (Sisteron), 1990 -  (ISBN 2-901696-55-4) retitré par l'auteur Le tour du monde en quatre-vingts minutes : astronautique
5. Le spondyloscope, Magazine Belle Santé, 2005 : poignet

## Lanturlu et Sophie dans les autres albums diffusés par Savoir Sans Frontières
On retrouve les personnages d'Anselme et de Sophie dans les albums :
- L'Ambre et le Verre - histoire de l'électricité, 2011  (ISBN 9782918564010) : édité par l'association Science et Culture pour Tous. L'impression des 1 000 exemplaires a été financée par la Fondation Free, 2010. Les personnages Lanturlu et Sophie sont dessinés plus jeunes, et sans que le nom Lanturlu apparaisse. Traduit en plus de 10 langues sur le site de l'auteur[6].
- Pyramides, le secret d'Imothep : égyptologie
- L'Électricité, autrement : pour les collégiens
- Mécavol : aéronautique
- Plus vite que la lumière : cosmologie
- L'univers Gémellaire : cosmologie

On retrouve le personnage de Sophie (en brune) dans Achille Moneyback découvre l'informatique (initiation à la programmation en Basic), qui présente dans sa deuxième partie la première version du Logotron informatique.
On retrouve le personnage de Lanturlu (et celui de Sophie la blonde remplacé par Déborah la brune) dans l'album Les mille et une nuits scientifiques (casse-têtes en topologie).
On retrouve le personnage de Lanturlu (sous le nom de Candide) dans l'album La passion verticale (aéronautique, hélicoptère).
Aucun des deux personnages n'apparait dans l'album Cendrillon 2000, qui reprend les personnages principaux du conte raconté en introduisant une vulgarisation de la théorie de l'information pour les collégiens.